# كامل الخلعي
محمد كامل الخلعي (1 يناير 1870- 5 يونيو 1931) هو ملحن ومغني مصري.

## مسيرته
من أعلام الموسيقى البازرين في مصر في بدايات القرن العشرين، كان له اهتمام كبير بالموسيقى العربية وتطورها، متابعا لأثر الموسيقى التركية فيها.

## حياته ونشأته
ولد محمد كامل الخلعي في عام 1881 بمدينة كوم الشقافة بحي مينا البصل، بمديرية الإسكندرية. حيث قضى بالإسكندرية سنوات صباه الأولى، إلى أن انتقل مع والده «محمد سليمان الخلعي» إلى القاهرة.
اضطر كامل الخلعي إلى العمل في كتابة اليفط في شارع محمد علي، وأثناء إقامته هناك تعامل مع أعلام الموسيقى البارزين في تلك الفترة، مما دفعه إلى تعلم العزف على الآلات الموسيقية.
التقى الخلعي بالشيخ محمد توفيق البكري، الذي كان يهوى الفن، فقدمه في ندواته التي كان يقيمها في قصره بالخرنفش.
ثم تصادف أن جاء من دمشق إلى مصر «أبو خليل القباني»، فأعجب بموهبة كامل الخلعي، في الموسيقى والتلحين، واصطحبه معه إلى الشام، وهناك تنقل بين المدن السورية المختلفة، وزار بغداد واستانبول وتونس، ودرس الموشحات الأندلسية، ولكنه في الوقت نفسه كان شديد التمسك بالموسيقى الشرقية وتراثها.

## وفاتة
اتصل كامل الخلعي بالشيخ سلامة حجازي، وانضم إلى أول فرقة له للمسرح الغنائي، ووضع له الكثير من الألحان لمسرحياته.
كان الخلعي أديبا ينظم الشعر، ويكتب المقالات في الأدب والموسيقى، ووضع أحد الكتب في التأريخ الموسيقي، وقد تتلمذ على يديه العديد من كبار الملحنين منهم «محمد القصبجي».
عندما توفي كامل الخلعي في عام 1931، شيعت جنازته من منزله الكائن باحدى حارات شارع محمد علي بالقلعة.

## مؤلفاته
- كتاب الموسيقى الشرقي

مسرحيات: كارمن، كان زمان، التلغراف، تاييس، روزينا، اكسير الحب، التالتة تابته، آه يا حرامي، الشرط نور، قيصر وكليوباترا، الشرف الياباني، الايمان، مبروك عليك، السعد وعد، البدر لاح.